# Mutengene
Mutengene est une ville, groupement et chefferie de 2e degré de la commune de Tiko, département du Fako dans la région du Sud-Ouest au Cameroun. 

## Géographie
Elle est située à 6 km à l'est du centre-ville du chef-lieu communal Tiko au carrefour des routes de Buéa, Limbé et Tiko (Douala), sur la route nationale 3 et au point de départ de la route nationale 8, la reliant en direction du nord aux villes de Buéa et Kumba.

## Population
Mutengene comptait 1 796 habitants en 1953, 3 378 en 1968 et 6 812 en 1972.
Lors du recensement de 2005, on a dénombré 43 048 habitants pour la ville de Mutengene et ses différents quartiers.
| 1953  | 1968  | 1972  | 2005   |
| ----- | ----- | ----- | ------ |
| 1 796 | 3 378 | 6 812 | 43 048 |

## Chefferie traditionnelle
La localité est le siège d'une chefferie traditionnelle de 2e degré :
- 848 : Chefferie Mutenguene

## Quartiers
Le groupement de Mutengene est constitué de 30 quartiers dont 19 quartiers numérotés de Q1 à Q19 :
- CDC Likomba
- Bali Cultural Center
- Dental Clinic
- Dibanda Camp
- Florida Mini Cité
- GS Group 1,2,3
- GBSS Mutengene
- Health Care Educ.
- Police College
- Motra Clinic Annex

## Éducation
La ville dispose d'un établissement secondaire bilingue : le lycée bilingue de Mutengene.
Mutengene abrite le Centre d'instruction et d'application de la police (CIAP).

## Cultes
Les paroisses catholiques de All Saints et Saint Francis de Mutengene relèvent de la doyenné de Tiko du Diocèse de Buéa.

## Santé

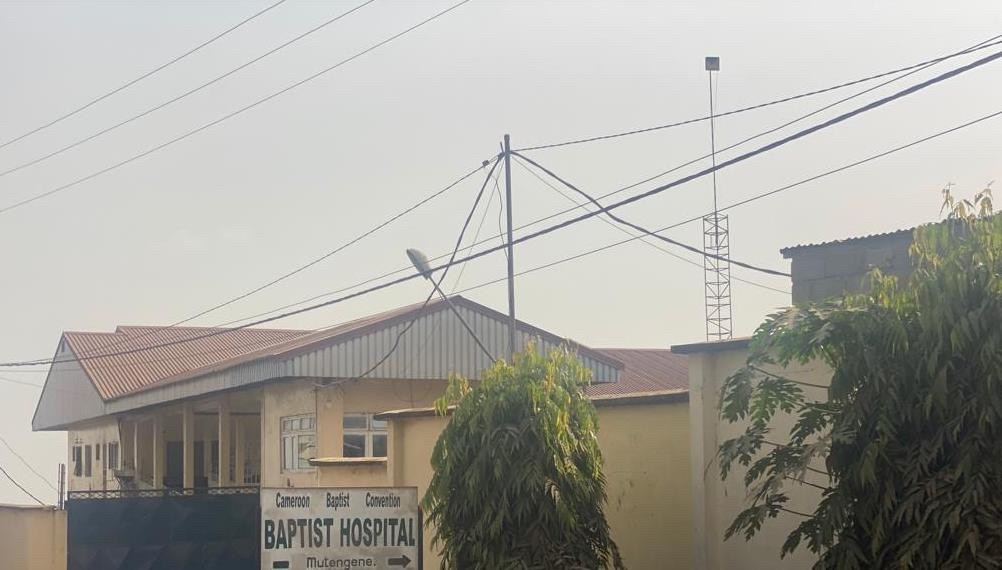
Hôpital baptiste de Mutengene

L'Hôpital Baptiste de Mutengene créé en 2007 dispose de 160 lits, il relève des services de santé de la Convention baptiste du Cameroun.

## Économie
Son activité principale est la culture d'hévéa et la récolte de caoutchouc brut.